# 29347 Natta
29347 Natta este un asteroid din centura principală de asteroizi.

## Descriere
29347 Natta este un asteroid din centura principală de asteroizi. A fost descoperit pe 5 martie 1995 la Colleverde de Vincenzo Silvano Casulli. Asteroidul prezintă o orbită caracterizată de o semiaxă mare de 2,54 ua, o excentricitate de 0,02 și o înclinație de 5,4° în raport cu ecliptica.